# Снеговик (мультфильм, 1944)
Снеговик (нем. Der Schneemann) — мультфильм, выпущенный в Германии в 1944 году по сценарию Х. фон Мюллендорффа аниматором Хансом Фишеркёзеном.

## Сюжет
Снег падает на снеговика, который просыпается и начинает жонглировать снежками. Затем на него начинает лаять собака. Снеговик убегает от собаки, прибегает к покрытому льдом пруду и катается по нему, в результате проваливается в полынью. Вылезает из неё почти растаявший, но поскальзывается, скатывается по снеговому склону и снова обретает прежнюю форму.
Уставший снеговик засыпает. Заяц пытается съесть его нос-морковку, но снеговик просыпается и прогоняет его. Затем он видит дом, входит в него (людей нет), видит на стене календарь, листает его. В календаре его очаровывает рисунок на июльском листке. Снеговик мечтает попасть в лето. Он залезает в холодильник и засыпает.
Просыпается он как раз в июле, выходит из дома и наслаждается июльскими пейзажами, нюхает цветы, играет с жучками. Но недолго — вскоре он начинает таять. Тогда снеговик поёт песню «Это лето моего сердца» и превращается в лужу воды. Его окружают зайцы и съедают нос-морковку.